# アデレード空港
アデレード空港（アデレードくうこう、英: Adelaide Airport）は、オーストラリア連邦南オーストラリア州ウェスト・ビーチ (West Beach) にある空港。アデレード中心部の6km西に立地している。同空港は連邦政府により所有され、アデレード空港会社（Adelaide Airport Ltd）により自主的に経営されている。
同空港は国内空港としての性格が強いが、少なからず国際線も発着する。
同空港は南オーストラリア航空のハブ空港であった。
2005年の終わりには国際・国内両用の新ターミナルに移行した。

## 利用実績
2018年の旅客数は852万人でオーストラリアの空港では5位だった。旅客の行き先の上位は、国内線はメルボルン、シドニー、ブリスベン、国際線はシンガポール、ドバイ、ドーハだった。

## 就航航空会社

### 国内線
| 航空会社                           | 就航地 |
| ---------------------------------- | --- |
| カンタス航空                       | シドニー、メルボルン、ブリスベン、キャンベラ、ニューカッスル、パース、ダーウィン、アリススプリングス、ホバート       |
| カンタス航空 運行は カンタスリンク | メルボルン、マウントガンビア、ポートリンカーン、ワイアラ、キングズコート                                             |
| ヴァージン・オーストラリア         | シドニー、メルボルン、ブリスベン、キャンベラ、パース、アリススプリングス、ホバート、ゴールドコースト、ローンセストン |
| ジェットスター航空                 | シドニー、メルボルン、ブリズベン、ゴールドコースト、パース、ダーウィン、ホバート、ケアンズ、サンシャイン・コースト   |
| リージョナル・エクスプレス航空     | シドニー、メルボルン、ブリスベン、マウントガンビア、ポートリンカーン、ブロークンヒル、クーバーペディ、セドゥナ       |
| アライアンス航空                   | オリンピック・ダム                                                                                                   |

### 国際線
| 航空会社                     | 就航地                                                                     |
| ---------------------------- | -------------------------------------------------------------------------- |
| ヴァージン・オーストラリア   | デンパサール                                                               |
| ジェットスター航空           | デンパサール                                                               |
| ニュージーランド航空         | オークランド、クライストチャーチ(2025年10月27日より運航開始予定、季節運航) |
| フィジー航空                 | ナンディ                                                                   |
| キャセイパシフィック航空     | 香港(2025年11月11日より運航再開予定)                                       |
| バティック・エア             | デンパサール                                                               |
| シンガポール航空             | シンガポール                                                               |
| マレーシア航空               | クアラルンプール                                                           |
| バティック・エア・マレーシア | クアラルンプール                                                           |
| ベトジェットエア             | ホーチミンシティ                                                           |
| カタール航空                 | ドーハ                                                                     |

### 貨物便
- シンガポール航空カーゴ（シンガポール）